# 清风藤猕猴桃
清风藤猕猴桃（学名：Actinidia sabiaefolia）是猕猴桃科猕猴桃属的植物，是中国的特有植物。分布在中国大陆的江西、湖南、福建、安徽等地，生长于海拔1,000米的地区，见于山地山麓或山顶的疏林中，目前尚未由人工引种栽培。